# Tarsocera cassus
Tarsocera cassus is een vlinder uit de onderfamilie Satyrinae en de familie Nymphalidae. De wetenschappelijke naam van de soort is gepubliceerd in 1764 door Carl Linnaeus.